# Abbir Cella
Koordinaten: 36° 28′ 0″ N, 9° 50′ 39″ O
Abbir Cella war eine antike Stadt in der römischen Provinz Africa proconsularis, die beim heutigen Henchir En Naâm im Gouvernement Zaghouan im nördlichen Tunesien lag. Sie befand sich in etwa acht Kilometer Entfernung nordöstlich von Thuburbo Majus am Rande der fruchtbaren Ebene des Oued Miliane zu Füßen des Jebel Aziz, an dem von der Antike bis heute Kalkstein abgebaut wird. Der Ort wird zunächst als Civitas genannt und unter Philippus Arabs zum Municipium erhoben (Municipium Iulium Philippianum Abbir Cellense).
Erhalten sind unter anderem die Reste eines Theaters. 2018 und 2019 hat die Abteilung Rom des Deutschen Archäologischen Instituts einen Oberflächensurvey und einige Sondagen durchgeführt.